# Paremiologia
La paremiologia (dal greco paroimía) è lo studio dei proverbi e di ogni prodotto linguistico che intenda trasmettere la conoscenza basata sull'esperienza di ogni giorno.

## Paremiografia e paremiologia
La paremiologia va distinta dalla paremiografia, che consiste nella sola attività di raccolta di proverbi. È però vero che le due discipline si sono spesso sovrapposte e che molta dell'attività paremiologica sia stata di fatto solo paremiografica.
La tradizione paremiografica è antichissima e se ne trova traccia in ambiente ebraico (il Libro dei Proverbi, contenuto nella Bibbia, raccoglierebbe detti risalenti al periodo monarchico, genericamente e impropriamente attribuiti a Salomone), ma anche ellenistico (come nel caso delle "sentenze" di Menandro, raccolta di espressioni di saggezza popolare tratte dalle sue commedie, o nel caso di Aristotele, che si interessò di detti). Questo interesse culminò nelle raccolte di Zenobio e dello Pseudo-Plutarco, finché non si formò un Corpus paroemiographorum, che tanta parte avrà nel formarsi della tradizione medievale.
Del XIII secolo sono le raccolte di Gregorio di Cipro e di Massimo Planude. Nel 1500 Erasmo da Rotterdam compose gli Adagia, una raccolta commentata, e sono in genere rinascimentali i primi esempi di analisi paremiologica. L'interesse verso i proverbi ebbe un'importanza decisiva per i romantici ed è proseguito nel XX secolo (padre della paremiologia moderna è considerato lo statunitense Archer Taylor, con l'opera The Proverb, del 1931).